# دوري هونغ كونغ لكرة القدم 1976–77
دوري هونغ كونغ لكرة القدم 1976–77 هو الموسم 32 من دوري هونغ كونغ لكرة القدم ‏. كان عدد الأندية المشاركة فيه 12، وفاز فيه نادي جنوب الصين.